# Divine Proportions
Divine Proportions, né en 2002, est un cheval de course qui participe aux courses hippiques de plat. Née en 2002 dans le Kentucky, fille de Kingmambo et de Myth to Reality (par Sadlers' Wells), propriété de la famille Niarchos, elle fut entraînée par Pascal Bary et montée par Christophe Lemaire. 

## Carrière de courses
Divine Proportions commence le circuit des 2 ans assez tôt, et remporte la première course de groupe réservée à sa génération, le Prix du Bois. Elle enchaine naturellement avec le Prix Robert Papin, Prix Morny et le Prix Marcel Boussac, tous gagnés facilement. Cette année parfaite lui vaut le titre de meilleure pouliche de 2 ans en Europe.
À 3 ans, Divine Proportions confirme qu'elle n'est pas qu'une 2 ans exceptionnelle. Comme en 2004, son entraîneur suit à la lettre le programme français. Après une rentrée dans le Prix de la Grotte, la pouliche s'impose dans la Poule d'Essai des Pouliches. Aussitôt, la question de sa participation au Prix de Diane se pose : intouchable sur le mile, peut-elle aussi imposer sa loi sur plus long ? La réponse est oui, Divine Proportions reste invaincue et s'adjuge la course en toute tranquillité, confirmant qu'elle est bien l'un des meilleurs chevaux des années 2000. De retour sur sa distance de prédilection, la pouliche gagne à Deauville le Prix d'Astarté. Elle se blesse au cours du Prix Jacques Le Marois, l'épreuve reine du mile, dont elle prend malgré tout la 4e place. Sa carrière est terminée, après 9 victoires en 10 courses.
À la fin de la saison 2005, elle termine deuxième (à un demi-point derrière Hurricane Run) pour le titre de Cheval de l'année en Europe 2005, mais obtient celui de meilleure pouliche de 3 ans. 

### Résumé de carrière
| Date        | Hippodrome       | Pays        | Course                      | Statut      | Distance    | Jockey      | Place       | Écart       | Vainqueur ou deuxième |
| 2004, 2 ans | 2004, 2 ans      | 2004, 2 ans | 2004, 2 ans                 | 2004, 2 ans | 2004, 2 ans | 2004, 2 ans | 2004, 2 ans | 2004, 2 ans | 2004, 2 ans           |
| ----------- | ---------------- | ----------- | --------------------------- | ----------- | ----------- | ----------- | ----------- | ----------- | --------------------- |
| 26 mai      | Maisons-Laffitte | France      | Prix Château Bouscat        | Maiden      | 1 000 m     | C. Lemaire  | 1er / 9     | 3/4         | Pivock                |
| 28 juin     | Chantilly        | France      | Prix du Bois                | Gr. 3       | 1 000 m     | C. Lemaire  | 1er / 7     | 4           | Great Blood           |
| 25 juillet  | Maisons-Laffitte | France      | Prix Robert Papin           | Gr. 2       | 1 100 m     | C. Lemaire  | 1er / 8     | 1           | Shifting Place        |
| 22 août     | Deauville        | France      | Prix Morny                  | Gr. 1       | 1 200 m     | C. Lemaire  | 1er / 9     | 1 ½         | Layman                |
| 5 octobre   | Longchamp        | France      | Prix Marcel Boussac         | Gr. 1       | 1 600 m     | C. Lemaire  | 1er / 10    | 2           | Titian Time           |
| 2005, 3 ans |                  |             |                             |             |             |             |             |             |                       |
| 24 avril    | Longchamp        | France      | Prix de la Grotte           | Gr. 3       | 1 600 m     | C. Lemaire  | 1er / 9     | 2           | Ysoldina              |
| 15 mai      | Longchamp        | France      | Poule d'Essai des Pouliches | Gr. 1       | 1 600 m     | C. Lemaire  | 1er / 8     | 5           | Toupie                |
| 12 juin     | Chantilly        | France      | Prix de Diane               | Gr. 1       | 2 100 m     | C. Lemaire  | 1er / 10    | 3           | Argentina             |
| 31 juillet  | Deauville        | France      | Prix d'Astarté              | Gr. 1       | 1 600 m     | C. Lemaire  | 1er / 10    | 2           | Shapira               |
| 14 août     | Deauville        | France      | Prix Jacques Le Marois      | Gr. 1       | 1 600 m     | C. Lemaire  | 4e / 6      |             | Dubawi                |

## Au haras
Retirée au haras, Divine Proportions est la mère de :
- 2007 : Eightfold Path (m, Giant's Causeway) : Prix Eclipse (Gr.3), 3e Prix La Rochette (Gr.3). Étalon en Afrique du Sud.
- 2009 : Divine Presence (f, A.P. Indy)
- 2010 : Daivika (f, Dynaformer)
- 2011 : Monoceros (m, Giant's Causeway) : 4e Prix de Guiche (Gr.3).
- 2013 : Phidian (m, Galileo)
- 2014 : Diodorus (m, Galileo)
- 2016 : Nefertiti (m, Galileo)
- 2018 : Light of My Eyes (f, Frankel)

## Origines
Divine Proportions possède un papier classique, portant la marque de l'élevage de la famille Niarchos. Son père est le grand étalon Kingmambo, fils de la plus célèbre représentante de la casaque Niarchos, Miesque, et sa mère, Myth to Reality, de grande origine, est une remarquable poulinière, puisqu'elle a donné le très bon Whipper (par Miesque's Son, un demi-frère de Kingmambo), lauréat des prix Morny, Jacques Le Marois et Maurice de Gheest. Myth to Reality est en outre une fille de Millieme, propre sœur du Derby-winner et grand étalon Shirley Heights. Divine Proportions est, avec Henrythenavigator et le Japonais El Condor Pasa, la meilleure illustration d'un croisement qui a largement fait ses preuves, celui de Kingmambo et d'une fille de Sadler's Wells. 

### Pedigree
| Origines de Divine Proportions (USA), jument baie née en 2002 | Origines de Divine Proportions (USA), jument baie née en 2002 | Origines de Divine Proportions (USA), jument baie née en 2002 | Origines de Divine Proportions (USA), jument baie née en 2002 |
| ------------------------------------------------------------- | ------------------------------------------------------------- | ------------------------------------------------------------- | ------------------------------------------------------------- |
| Père Kingmambo                                                | Mr. Prospector                                                | Raise a Native                                                | Native Dancer                                                 |
| Père Kingmambo                                                | Mr. Prospector                                                | Raise a Native                                                | Raise You                                                     |
| Père Kingmambo                                                | Mr. Prospector                                                | Gold Digger                                                   | Nashua                                                        |
| Père Kingmambo                                                | Mr. Prospector                                                | Gold Digger                                                   | Sequence                                                      |
| Père Kingmambo                                                | Miesque                                                       | Nureyev                                                       | Northern Dancer                                               |
| Père Kingmambo                                                | Miesque                                                       | Nureyev                                                       | Special                                                       |
| Père Kingmambo                                                | Miesque                                                       | Pasodoble                                                     | Prove Out                                                     |
| Père Kingmambo                                                | Miesque                                                       | Pasodoble                                                     | Santa Quilla                                                  |
| Mère Myth to Reality                                          | Sadler's Wells                                                | Northern Dancer                                               | Nearctic                                                      |
| Mère Myth to Reality                                          | Sadler's Wells                                                | Northern Dancer                                               | Natalma                                                       |
| Mère Myth to Reality                                          | Sadler's Wells                                                | Fairy Bridge                                                  | Bold Reason                                                   |
| Mère Myth to Reality                                          | Sadler's Wells                                                | Fairy Bridge                                                  | Special                                                       |
| Mère Myth to Reality                                          | Millieme                                                      | Mill Reef                                                     | Never Bend                                                    |
| Mère Myth to Reality                                          | Millieme                                                      | Mill Reef                                                     | Milan Mill                                                    |
| Mère Myth to Reality                                          | Millieme                                                      | Hardiemma                                                     | Hardicanute                                                   |
| Mère Myth to Reality                                          | Millieme                                                      | Hardiemma                                                     | Grand Cross (famille 1-l)                                     |